# Ranunculus urvilleanus
Ranunculus urvilleanus är en ranunkelväxtart som beskrevs av Thomas Frederic Cheeseman. Ranunculus urvilleanus ingår i släktet ranunkler, och familjen ranunkelväxter. Inga underarter finns listade i Catalogue of Life.